# Grand Prix Belgii 1984
Grand Prix Belgii 1984 (oryg. Grote Prijs van Belgie) – trzecia runda Mistrzostw Świata Formuły 1 w sezonie 1984, która odbyła się 29 kwietnia 1984, po raz 10. na torze Circuit Zolder.
42. Grand Prix Belgii, 31. zaliczane do Mistrzostw Świata Formuły 1.

## Klasyfikacja
| Legenda oznaczeń w tabelach wyników Wyświetl szablon na nowej stronie | Legenda oznaczeń w tabelach wyników Wyświetl szablon na nowej stronie                                                                     |
| Oznaczenie                                                            | Wyjaśnienie |
| --------------------------------------------------------------------- | --- |
| Złoty                                                                 | Zwycięzca lub mistrzostwo |
| Srebrny                                                               | 2. miejsce lub wicemistrzostwo |
| Brązowy                                                               | 3. miejsce lub II wicemistrzostwo |
| Zielony                                                               | Ukończył, punktował (w klasyfikacji generalnej, gdy zdobył co najmniej jeden punkt na przestrzeni sezonu, poza trzema powyższymi opcjami) |
| Niebieski                                                             | Ukończył, nie punktował (w klasyfikacji generalnej, gdy nie zdobył co najmniej jednego punktu na przestrzeni sezonu)                      |
| Czerwony                                                              | Nie zakwalifikował się (NZ) |
| Czerwony                                                              | Nie prekwalifikował się (NPK) |
| Różowy                                                                | Nie ukończył (NU) |
| Różowy                                                                | Niesklasyfikowany (NS) (w klasyfikacji generalnej, gdy nie został sklasyfikowany w żadnym wyścigu sezonu)                                 |
| Czarny                                                                | Zdyskwalifikowany (DK) |
| Czarny                                                                | Wykluczony (WYK/EX) |
| Biały                                                                 | Nie wystartował (NW) |
| Biały                                                                 | Kontuzjowany (K/INJ) |
| Biały                                                                 | Wyścig odwołany (OD/C) |
| Bez koloru                                                            | Został wycofany (WYC/WD) |
| Bez koloru                                                            | Nie przybył (NP/DNA) |
| Bez koloru                                                            | Nie brał udziału w treningach (NT/DNP) |
| Bez koloru                                                            | Nie został zgłoszony (–) |
| Pogrubienie                                                           | Start z pole position |
| Kursywa                                                               | Najszybsze okrążenie wyścigu |
| †                                                                     | Nie ukończył, ale jego rezultat został zaliczony ze względu na przejechanie więcej niż 90% dystansu wyścigu.                              |
| *                                                                     | Sezon w trakcie |
| 1/2/3                                                                 | Punktowana pozycja w sprincie kwalifikacyjnym                                                                                             |
| Lista systemów punktacji Formuły 1                                    | |

| Poz. | Nr | Kierowca           | Konstruktor       | Okrążenia | Czas/powód NU   | Poz. start. | Punkty |
| ---- | -- | ------------------ | ----------------- | --------- | --------------- | ----------- | ------ |
| 1    | 27 | Michele Alboreto   | Ferrari           | 70        | 1:36:32.048     | 1           | 9      |
| 2    | 16 | Derek Warwick      | Renault           | 70        | + 42.386        | 4           | 6      |
| 3    | 28 | René Arnoux        | Ferrari           | 70        | + 1:09.803      | 2           | 4      |
| 4    | 6  | Keke Rosberg       | Williams-Honda    | 69        | Brak paliwa     | 3           | 3      |
| 5    | 11 | Elio de Angelis    | Lotus-Renault     | 69        | + 1 okrążenie   | 5           | 2      |
| 6    | 19 | Ayrton Senna       | Toleman-Hart      | 68        | + 2 okrążenia   | 19          | 1      |
| 7    | 15 | Patrick Tambay     | Renault           | 68        | + 2 okrążenia   | 12          |        |
| 8    | 17 | Marc Surer         | Arrows-Ford       | 68        | + 2 okrążenia   | 24          |        |
| 9    | 1  | Nelson Piquet      | Brabham-BMW       | 66        | Silnik          | 9           |        |
| 10   | 10 | Jonathan Palmer    | RAM-Hart          | 64        | + 2 okrążenia   | 26          |        |
| DK   | 4  | Stefan Bellof      | Tyrrell-Ford      | 69        | Dyskwalifikacja | 21          |        |
| NU   | 21 | Mauro Baldi        | Spirit-Hart       | 53        | Zawieszenie     | 25          |        |
| DK   | 3  | Martin Brundle     | Tyrrell-Ford      | 51        | Dyskwalifikacja | 22          |        |
| NU   | 26 | Andrea de Cesaris  | Ligier-Renault    | 42        | Wypadek         | 13          |        |
| NU   | 2  | Teo Fabi           | Brabham-BMW       | 42        | Wypadł z toru   | 18          |        |
| NU   | 14 | Manfred Winkelhock | ATS-BMW           | 39        | Ukł. wydech.    | 6           |        |
| NU   | 8  | Niki Lauda         | McLaren-TAG       | 35        | Pompa wody      | 14          |        |
| NU   | 23 | Eddie Cheever      | Alfa Romeo        | 28        | Silnik          | 11          |        |
| NU   | 5  | Jacques Laffite    | Williams-Honda    | 15        | Elektronika     | 15          |        |
| NU   | 25 | François Hesnault  | Ligier-Renault    | 15        | Chłodnica       | 23          |        |
| NU   | 18 | Thierry Boutsen    | Arrows-BMW        | 15        | Silnik          | 17          |        |
| NU   | 24 | Piercarlo Ghinzani | Osella-Alfa Romeo | 14        | Przen. napędu   | 20          |        |
| NU   | 12 | Nigel Mansell      | Lotus-Renault     | 14        | Sprzęgło        | 10          |        |
| NU   | 7  | Alain Prost        | McLaren-TAG       | 5         | Dystrybutor     | 8           |        |
| NU   | 22 | Riccardo Patrese   | Alfa Romeo        | 2         | Ukł. zapłon.    | 7           |        |
| NU   | 20 | Johnny Cecotto     | Toleman-Hart      | 1         | Sprzęgło        | 16          |        |
| NZ   | 9  | Philippe Alliot    | RAM-Hart          |           |                 |             |        |